# جيم كويل
جيم كويل هو لاعب هوكي جليد كندي، ولد في 18 أكتوبر 1953 في نيوماركت في كندا.

## وصلات خارجية
- جيم كويل على موقع دوري الهوكي الوطني (الإنجليزية)
- جيم كويل على موقع EliteProspects.com (الإنجليزية)
- جيم كويل على موقع HockeyDB.com (الإنجليزية)